# Hylomyrma reginae
Hylomyrma reginae är en myrart som beskrevs av Heinrich Kutter 1977. Hylomyrma reginae ingår i släktet Hylomyrma och familjen myror. Inga underarter finns listade i Catalogue of Life.